# Vô song phả
Vô song phả (tiếng Trung: 無雙譜) là một tuyển tập sách khắc gỗ xuất bản lần đầu vào đời nhà Thanh khoảng năm 1694. Tuyển tập này chép lại tiểu sử được viết theo thể nhạc phủ và minh họa của 40 nhân vật xuất chúng trong lịch sử Trung Quốc từ đời nhà Hán tới đời nhà Tống. Sau khi được xuất bản, phần minh họa nhân vật của Vô song phả đã được sao chép và sử dụng lại rộng rãi tại Trung Quốc, đặc biệt là trên các mẫu minh họa của đồ gốm Trung Hoa. Tác giả của phần minh họa này là Kim Sử (金史, khoảng 1625-1695), tự Cổ Lương (古良), - một họa sĩ quê gốc Sơn Âm (nay là Thiệu Hưng, Chiết Giang). Lấy cảm hứng từ các họa phẩm của Trần Hồng Thụ và Thôi Tử Trung - các họa sĩ khởi xướng lại dòng tranh chân dung nhân vật ở Trung Quốc, Kim Cổ Lương cùng nghệ nhân khắc gỗ Chu Khuê đã cho ra đời Vô song phả để ca ngợi các nhân vật kiệt xuất không ai có thể so sánh (vô song) trong lịch sử Trung Hoa.
Bản gốc của Vô song phả có dấu triện mang chữ Nam Lăng (南陵), vì vậy tuyển tập này còn có một tên khác là Nam Lăng Vô song phả. Trong phần đề tựa cho lần xuất bản đầu tiên của sách, học giả Mao Kỳ Linh đã ca ngợi quyển sách về cả nội dung, văn phong, và hình họa. Vô song phả sau này cũng đã được nhắc đến trong các bài viết của Lỗ Tấn, Chu Tác Nhân, và Trịnh Chấn Đạc.
Tháng 1 năm 2006, một bản gốc với minh họa được vẽ bằng tay của Vô song phả đã được mua lại trong buổi bán đấu giá tại Thượng Hải với giá 2,86 triệu Nhân dân tệ (khoảng 440.000 đô la Mỹ). Một phiên bản phát hành lại của Vô song phả vào năm 1699 hiện được lưu giữ tại Bảo tàng quốc gia Trung Quốc.

## Nhân vật trongVô song phả
| TT | Hán tự | Nhân vật                         | Tên khác                                                    |
| -- | ------ | -------------------------------- | ----------------------------------------------------------- |
| 1  | 张良   | Trương Lương (k. 250-189 TCN)    | Trương Tử Phòng (张子房), Lưu Hầu 留侯)                     |
| 2  | 項籍   | Hạng Tịch (232-202 TCN)          | Hạng Vũ (项羽), Tây Sở bá vương (西楚霸王)                  |
| 3  | 伏生   | Phục Sinh (k. 268-178 TCN)       |                                                             |
| 4  | 东方朔 | Đông Phương Sóc (154-93 TCN)     | Đông Phương Mạn Thiến (东方曼倩)                            |
| 5  | 张骞   | Trương Khiên (164-114 TCN)       |                                                             |
| 6  | 苏武   | Tô Vũ (140-60 TCN)               | Tô Tử Khanh (苏子卿)                                        |
| 7  | 司马迁 | Tư Mã Thiên (k. 145-86 TCN)      | Mã Tử Trường (马子长)                                       |
| 8  | 董贤   | Đổng Hiền (23 TCN-1)             |                                                             |
| 9  | 严子陵 | Nghiêm Tử Lăng (k. 0-75)         | Nghiêm tiên sinh (严先生), Nghiêm Quang (嚴光)              |
| 10 | 曹娥   | Tào Nga (k. 130-143)             | Tào hiếu nữ (曹孝女)                                        |
| 11 | 班超   | Ban Siêu (32-102)                | Định Viễn hầu (定远侯), Trọng Thăng (仲升)                  |
| 12 | 班昭   | Ban Chiêu (45-116)               | Ban Huệ Ban (班惠班), Tào đại gia (曹大家)                  |
| 13 | 赵娥   | Triệu Nga (k. 25-220)            | Triệu Nga Thân (趙娥親), Bàng Nga (龐娥)                    |
| 14 | 孙策   | Tôn Sách (175-200)               | Giang Đông Tôn lang (江东孙郎)                              |
| 15 | 诸葛亮 | Gia Cát Lượng (181-234)          | Hán Thừa tướng (汉承相)                                     |
| 16 | 焦孝然 | Tiêu Hiếu Nhiên (k. 481-221 TCN) | Ẩn sĩ (隐士), Tiêu Liên (焦先)                              |
| 17 | 刘谌   | Lưu Kham (220-263)               | Bắc Địa vương (北地王)                                      |
| 18 | 羊祜   | Dương Hỗ (221-278)               | Dương Thúc tử (羊叔子)                                      |
| 19 | 周处   | Chu Xử (236-297)                 | Tử Ấn (子隱)                                                |
| 20 | 绿珠   | Lục Châu (k. 250-300)            | Lương (良)                                                  |
| 21 | 陶渊明 | Đào Uyên Minh (365-427)          | Đào Tiềm (陶潛)                                             |
| 22 | 王猛   | Vương Mãnh (325-375)             | Vương Cảnh Lược (王景略)                                    |
| 23 | 謝安   | Tạ An (320-385)                  | Tạ Công (谢公), Tấn Thái phó (晋太傅), Tạ An Thạch (謝安石) |
| 24 | 苏蕙   | Tô Huệ (351-381)                 | Tô Nhược Lan (苏若兰)                                       |
| 25 | 花木兰 | Hoa Mộc Lan (k. 400-500)         |                                                             |
| 26 | 冼夫人 | Tiển phu nhân (512-602)          | Tiển Trân (冼珍), Tiểu quốc phu nhân (谯国夫人)             |
| 27 | 武则天 | Võ Tắc Thiên (624-705)           | Võ Chiếu (武曌)                                             |
| 28 | 狄仁杰 | Địch Nhân Kiệt (630-700)         | Lương công (梁公)                                           |
| 29 | 安金藏 | An Kim Tàng (k. 600-800)         |                                                             |
| 30 | 郭子仪 | Quách Tử Nghi (697-781)          | Quách Thượng phụ, Quách Phần                                |
| 31 | 李白   | Lý Bạch (701-762)                | Lý Thái Bạch                                                |
| 32 | 李畢   | Lý Tất (722-789)                 | Lý Bí (李泌), Lý Nghiệp hầu (李邺侯)                        |
| 33 | 张承业 | Trương Thừa Nghiệp (846-922)     | Đường Kiến quân (唐建军)                                    |
| 34 | 冯道   | Phùng Đạo (882-954)              | Trưởng nhạc lão (长乐老)                                    |
| 35 | 陳摶   | Trần Đoàn (871-989)              |                                                             |
| 36 | 钱镠   | Tiền Lưu (852-932)               | Cụ Mỹ (具美), Tiền Bà Lưu (钱婆留)                          |
| 37 | 安民   | An Dân (k. 1050-1125)            |                                                             |
| 38 | 陈东   | Trần Đông (1086-1127)            | Thái Học Lục (太学绿)                                       |
| 39 | 岳飞   | Nhạc Phi (1103-1142)             | Nhạc Ngạc vương (岳鄂王)                                    |
| 40 | 文天祥 | Văn Thiên Tường (1236-1283)      |                                                             |